# Tripteridia novenaria
Tripteridia novenaria là một loài bướm đêm trong họ Geometridae.